# Peugeot Typ 67
Der Peugeot Typ 67 ist ein frühes Automodell des französischen Automobilherstellers Peugeot, von dem 1904 im Werk Audincourt 235 Exemplare produziert wurden.
Die Fahrzeuge besaßen einen Zweizylinder-Viertaktmotor, der vorne angeordnet war und über Kette die Hinterräder antrieb. Der Motor leistete aus 1.817 cm³ Hubraum 10 PS.
Es gab die Modelle 67 A und 67 B. Bei einem Radstand von wahlweise 220 cm oder 250 cm betrug die Spurbreite 132 cm. Die Karosserieform Tonneau bot Platz für vier Personen.